# Araucaria scopulorum
Araucaria scopulorum ist eine Pflanzenart aus der Gattung der Araukarien (Araucaria). Es handelt sich um einen Endemiten der zu Neukaledonien gehörenden Insel Grande Terre.

## Beschreibung
Araucaria scopulorum wächst als immergrüner Baum, der Wuchshöhen von 4 bis 20 Meter erreichen kann. Die Krone ist oval geformt. Die hellgraue, fast weiße Borke blättert in dünnen Streifen ab. Die gefiederten Äste werden 6 bis 8 Millimeter dick.
An jungen Exemplaren sind die rund 7 Millimeter langen Blätter schuppenartig und einwärts gebogen. An älteren Exemplaren sind die sich dachziegelartig überdeckenden, schuppenartigen Blätter bei einer Länge von 3 bis 4 Millimeter und einer Breite von 2,5 bis 3 Millimeter eiförmig mit einer ausgeprägten Mittelrippe. Die Spitze ist eingekrümmt.
Die männlichen Blütenzapfen sind bei einer Länge von 3 bis 5 Zentimeter und einem Durchmesser von 0,7 bis 1,1 Zentimeter verdreht-zylindrisch geformt. Sie enthalten dreieckige Mikrosporophylle mit sechs Pollensäcken. Für die weiblichen Zapfen liegt keine Beschreibung vor. Der Samen wird rund 3 Zentimeter lang und besitzt einen breiten Flügel.

## Vorkommen
Das natürliche Verbreitungsgebiet von Araucaria scopulorum umfasst den Norden und Osten von Grande Terre. Man findet sie im Umland von Poum im Norden und Thio im Süden sowie am Cap Bocage in der Nähe von Houaïlou.
Araucaria scopulorum gedeiht in Höhenlagen von 0 bis 600 Metern. Sie wächst vor allem in Buschwäldern an, zum Meer zeigenden, Steilhängen und Bergrücken.

## Systematik
Araucaria scopulorum gehört zur Sektion Eutacta innerhalb der Gattung der Araukarien (Araucaria). Die Erstbeschreibung als Araucaria scopulorum erfolgte 1969 durch David John de Laubenfels in Travaux du Laboratorie Forestier de Toulouse, Band 1 (8), Artikel 5, S. 1.

## Gefährdung und Schutz
Araucaria scopulorum wird in der Roten Liste der IUCN als „gefährdet“ geführt. Als Hauptgefährdungsgrund wird der Minenbau genannt.